# 포스코P&S
포스코P&S(영어: Posco P&S)는 포스코그룹의 계열사이다.
2017년, 동사의 철강사업이 동일 그룹 산하의 포스코인터내셔널로 양도되었다. 